# León Cardenal Pujals
León Cardenal i Pujals (Barcelona, 31 de gener de 1878 – Madrid, 14 de juny de 1960) fou un metge català, rector de la Universitat Complutense de Madrid.
Fill del cirurgià Salvador Cardenal Fernández. Es llicencià en medicina a la Universitat de Barcelona el 1901 i es doctorà a la Universitat de Madrid el 1903 i en la Universitat de Berna el 1900. Treballà en la Beneficència de Madrid a l'Hospital de la Princesa. El 1913 va obtenir la càtedra de patologia quirúrgica de la Universitat Central de Madrid. El 1916 fou nomenat director de l'Hospital Clínico de San Carlos. Fou doctor honoris causa per les Universitats de Heildelberg i Budapest.
Membre de l'Acadèmia de Ciències Mèdiques i de la Salut de Catalunya i de Balears, de la Societat Ginecològica, de la Societat Espanyola d'Urologia, de la Societat Espanyola de Biologia i des de 1923 acadèmic de la Reial Acadèmia Nacional de Medicina. També fou president del Comitè de l'Exposició de Medicina i Higiene al Primer Congrés Nacional de Medicina.
Deixeble de Santiago Ramón y Cajal, va ser un dels més cirurgians més destacats de la dècada del 1930 i va participar en diversos tractament de rejoveniment i en transplants glandulars amb Gregorio Marañón y Posadillo. Va traduir els tractats quirúrgics de Paul Jules Tillaux i William Williams Keen. De 1932 a 1934 fou rector de la Universitat Complutense de Madrid Afiliat a Izquierda Republicana, va passar la guerra civil espanyola a Madrid, raó per la qual fou depurat en acabar la contesa. Tot i que se li va mantenir la càtedra, fou inhabilitat per a ocupar càrrecs públics de 1940 a 1945. El 1948 es va jubilar.

## Obres
- Compendio de cirugía general (1915)
- Diccionario terminológico de ciencias médicas (1954)